# A tope
A tope fue un programa musical de televisión, emitido por La 1 de Televisión española en  la temporada 1987-1988. Se programaba semanalmente los miércoles a las 19 horas.

## Formato
En línea con su predecesor Tocata, el programa ofrecía actuaciones musicales destinadas al público juvenil, abarcando géneros que van desde el heavy metal y el rock hasta el pop más comercial. Todo ello intercalado con entrevistas y reportajes. El estudio de grabación disponía de dos escenarios: Uno para las actuaciones y otro para las entrevistas y contaba con público presente en gradas. En la sección Se graba se ofrecía un reportaje sobre la grabación de un artista relevante que aun no se hubiera publicado. Finalmente se emitían videoclips.

## Invitados
Entre los artistas invitados que pasaron por el plató del programa se incluyen_
- Grupos españoles:

- - 21 Japonesas
  - Ángeles del infierno
  - Aviador Dro
  - Barricada
  - Burning
  - Ciudad Jardín
  - Danza invisible
  - Duncan Dhu
  - El último de la fila
  - Gabinete Caligari
  - Héroes del Silencio
  - Hombres G
  - La década prodigiosa
  - La Frontera
  - La Unión
  - Loquillo y los Trogloditas
  - Los Rebeldes
  - Los Ronaldos
  - Los Secretos
  - Mermelada
  - Nacha Pop
  - Ñu
  - Obús
  - Olé Olé
  - Orquesta Mondragón
  - Presuntos implicados
  - Radio Futura
  - Tam tam go
  - Toreros Muertos

- Solistas españoles:

- - Antonio Flores
  - Cristina del Valle
  - Germán Coppini
  - Luz Casal
  - Mercedes Ferrer
  - Patricia Kraus
  - Ramoncín

- Grupos extranjeros:

- - A-ha
  - Bananarama
  - Depeche Mode
  - Eighth Wonder
  - Erasure
  - Immaculate Fools
  - Modern Talking
  - Motley Crue
  - Pet Shop Boys
  - Prefab Sprout
  - Simple Minds
  - Swing Out Sister
  - The Blow Monkeys
  - The Christians
  - The Cure
  - The Pretenders
  - UB40

- Solistas extranjeros:

- - Baltimora
  - C.C. Catch
  - Chris Lowe
  - Chris Rea
  - Desireless
  - Eros Ramazzotti
  - Francesco Napoli
  - Jennifer Rush
  - Laura Branigan
  - Mandy Smith
  - Nick Kamen
  - Rick Astley
  - Sabrina Salerno
  - Sandra
  - Sinitta
  - Spagna
  - Zucchero